# ヴィルム・ホーゼンフェルト
ヴィルム・ホーゼンフェルト（Wilm Hosenfeld、1895年5月2日 - 1952年8月13日）は、ドイツの教育者、軍人。最終階級は陸軍大尉。
当初ナチズムの信奉者であったが、のちに改心しウワディスワフ・シュピルマンら多くのポーランド人をナチスの迫害から救った事で知られる。

## 来歴
フルダ近郊のマッケンツェル（現ヘッセン州ヒューンフェルト市）出身。9人兄弟の7番目で、父親は敬虔なカトリックの教師だった。当初はヴィルヘルムと名乗っていた。ホーゼンフェルトは幼少期を通じて社会正義を重視した教育をなされ、これは彼の人格形成に大きな影響を与えた。ホーゼンフェルトは父親と同じ教師になるべく、フルダのカトリック師範学校に入学する。カトリック師範学校でワンダーフォーゲルに出会い、この頃名前をヴィルムに改める。
青年期になると父と同じく教師への道を目指し教育学を専攻するが、卒業と同時に第一次世界大戦が勃発する。1914年8月21日、ホーゼンフェルトはプロイセンの第167歩兵連隊に入隊し、実戦では3度の負傷を経験し、1916年4月には第二級鉄十字勲章を授与される。1917年8月の3度目の負傷で前線勤務に不適格との診断を受け、軍を除隊する。第一次世界大戦時の最終階級は准曹長であった。戦後は地元ヘッセンの村で教師となった。
1920年、ヴォルプスヴェーデの画家カール・クルマッハーの娘アンネマリーと結婚、のちに5人の子をもうける。子供たちは全員医療関係の仕事についている。カトリック、かつワンダーフォーゲル運動に熱心な家庭で育ち、はじめはプロイセン的な愛国主義者だったが、妻の影響で平和主義思想ももつようになった。
しかし、1930年ごろからワンダーフォーゲル活動を通じて反ブルジョワ主義者や国家社会主義者と接触、次第にナチズムに傾倒するようになる。
1933年にはナチ党隷下のSAおよび国家社会主義教師同盟（NSLB）に入り、1936年の党大会にも参加していた。ただ、ナチズムに完全に賛同したわけではなく、1935年にはアルフレート・ローゼンベルクの著書を批判したため、減給処分を受けたり、水晶の夜のナチス党の振る舞いには辟易し、反ユダヤ主義の新聞の購読を打ち切ったりしていた。しかし、ホーゼンフェルトは、1936年3月10日の日記では、ラジオで聴いたゲッベルスの演説能力を高く評価している。ホーゼンフェルトによる反ユダヤ主義についての言及は日記には表れておらず、NSLBなどの公的な場での反ユダヤ主義への批判も特にみられないが、私的な場では反ユダヤ主義を批判していた。
第二次世界大戦が勃発すると、44歳のホーゼンフェルトは徴兵検査で条件付き合格の判定を受け、陸軍に入隊する。ポーランド侵攻後は、捕虜収容所の建設並びに運営に携わる。当初ホーゼンフェルトは、ポーランド人兵士を無様な振る舞いを見て、軽蔑していた。だが、次第にポーランド人に同情し、ホーゼンフェルトが駐在している捕虜収容所にポーランド人女性が訪れ、ホーゼンフェルトはその女性から夫を釈放してもらうよう懇願され、夫を釈放したことがあった。ホーゼンフェルトが遺した日記や手紙によると、1939年9月と1940年初夏の時点ではヒトラーを賛美している一方で、1939年11月16日の日記では、武装親衛隊、SD、アインザッツグルッペンによる虐殺行為や破壊行為を恥じ、「ドイツがこの戦争（第二次世界大戦）では勝ってはならない」という日記を遺している。また、ヒトラーへの熱狂ぶりは1942年1月には冷めていたようである。ある時、ホーゼンフェルトは、ユダヤ人と交流している写真を撮られるが、本人はこの写真を非常に気に入った。また、ユダヤ人の子供にお菓子を配布するなどしていた。
1940年4月24日には少尉に任官される。1940年8月にはワルシャワの軍の施設管理とスポーツ競技大会の運営を任される。1941年1月には、ホーゼンフェルトは軍の蛮行に嫌気が指し除隊を望んでいたが、引き続きワルシャワ勤務となった。同月、ホーゼンフェルトはスポーツ担当の将校に任命され、スポーツ施設の充実やスポーツ教室に力を入れ、教師としてポーランド人を雇っていた。
ホーゼンフェルトは1942年4月に大尉に昇進する。またこの頃にはユダヤ人がアウシュヴィッツで毒ガスによって虐殺されているのを知っていたようである。1942年9月、軍除隊後の職業支援を行う業務に従事し、職業訓練学校にはポーランド人の司祭をポーランド語教師に雇っていた。1943年4月頃、ホーゼンフェルトは参謀本部に一時身を置いていた（しかし、この経歴が後に災いする）。
ホーゼンフェルトは原因不明の頭痛に悩まされたこと、そして軍に嫌気が指したこともあり、除隊を願っていたが、1944年頃には戦局は悪化の一途をたどり、前線に勤務する兵士が必要なため軍務の適正評価が緩和され、ホーゼンフェルトは引き続き軍に所属することとなった。これによりホーゼンフェルトが前線へ異動することを悟った、スポーツ教室のポーランド人職員はホーゼンフェルトに感謝状を贈った。ワルシャワ蜂起時には、ホーゼンフェルトは上官に掛け合い、蜂起に加担した兵士を、通常の戦争捕虜として扱うものとして確約を得ることができた。ホーゼンフェルトは、ワルシャワ蜂起の捕虜の尋問を担当し、何人かを銃殺から救った。
1944年11月17日にウワディスワフ・シュピルマンと初めて出会い、食料を与えるなどしていた。パンを差し入れる際は、新聞でくるんでいたのだが、新聞にはドイツが各地で敗退している内容が記載されており、間接的にシュピルマンに戦況を伝えていた。二人が最後に出会ったのは、1944年12月12日で、ホーゼンフェルトは多くの食料をシュピルマンに与え、又ドイツ軍のコートを与えた。
第二次世界大戦の末期の1944年に中隊長に転じ、1945年1月17日にソ連軍の捕虜となる。ホーゼンフェルトがソ連軍の捕虜になるまで、助けた人数は60人以上とされている。
ソ連はホーゼンフェルトが諜報部に属していたと断定しミンスクの獄に投じて拷問を加えたが、証拠も自白も得られなかった。証拠がなく、しかも家族の働きかけで多数のポーランド人やユダヤ人がホーゼンフェルトを弁護する証言をしたにもかかわらず、ホーゼンフェルトの不起訴と刑の執行猶予はソ連軍当局によって拒絶され、軍事法廷で諜報活動に従事した戦犯として25年の強制労働を宣告された。拷問や過酷な労働のため何度かの脳卒中を起こし、精神に異常を来たした末に、スターリングラードの戦犯捕虜収容所で1952年8月13日に死亡した。ホーゼンフェルトは、捕虜になってからも手紙を幾度か発信していたが、ホーゼンフェルトからの最後の手紙は、1952年6月15日の手紙で、内容は別れを告げるような内容の手紙だった。
1946年に、ウワディスワフ・シュピルマンが自身の体験を『ある都市の死』というタイトルの本を出版したが、この時、ホーゼンフェルトはオーストリア軍将校とされた。当時はドイツ軍がポーランド人の救済に当たることはないと考えられていたためであった。
シュピルマンは、戦争勃発時まで勤務していたポーランド放送に復職する。1951年、西ドイツからポーランドのラジオ局宛てに一通の手紙が届く。手紙の差出人はホーゼンフェルトの妻からで、ホーゼンフェルトがソ連の収容所に収監されており、戦争中にシュピルマンという男を助けたため、今度は自分を助けてほしいという内容だった。シュピルマンは、この時初めてホーゼンフェルトの名前を知り、ポーランド共産党に掛け合い、ホーゼンフェルトの救出を要請する。しかし、ソ連側は収容所には戦争犯罪人しか収監していないとの回答だった。その後、1957年11月に、シュピルマンは、ホーゼンフェルトの自宅があるフルダへと向かうが、ホーゼンフェルトが既に死去していたことを知らされる。その後、ホーゼンフェルト一家とシュピルマン一家は家族ぐるみの付き合いを持つようになる。
2000年、ホーゼンフェルトの長男であるヘルムートは、ホーゼンフェルトを諸国民の中の正義の人に顕彰するよう呼びかけたが、ホーゼンフェルトが懲役刑を受けていたことを問題視し却下した。
2007年10月、ポーランド政府はシュピルマンらを救った功績を顕彰してホーゼンフェルトにポーランド復興勲章を授与した。2009年2月にはイスラエル政府も「諸国民の中の正義の人」の称号をホーゼンフェルトに追贈した。
2011年12月4日、ホーゼンフェルトがワルシャワでシュピルマンと出会った場所に記念銘板が設置された。

## 栄典
- 二級鉄十字章
- 戦傷章黒章
- 名誉十字章
- ポーランド復興オフィツェルスキ十字勲章
- SA体力章

## 参考
- Wilm Hosenfeld: "Ich versuche jeden zu retten"—Das Leben eines deutschen Offiziers in Briefen und Tagebüchern  (Wilm Hosenfeld: "'I try to save everyone [I can]'—The life of a German officer in [his] letters and diaries"), compiled and with commentary by Thomas Vogel, published by the Militärgeschichtlichen Forschungsamt (MGFA: Military History Research Institute), Deutsche Verlags-Anstalt, Munich, 2004. ISBN 3421057761
- ヘルマン・フィンケ著 著、高田ゆみ子 訳『「戦場のピアニスト」を救ったドイツ国防軍将校:ヴィルム・ホーゼンフェルトの生涯』白水社、2019年。ISBN 4560097127。
- 平山令二『ユダヤ人を救ったドイツ人 : 静かな英雄たち』鴎出版、2021年9月。ISBN 978-4-903251-20-2。
- ヴォルフラム・ヴェッテ 著、関口宏道 訳『軍服を着た救済者たち : ドイツ国防軍とユダヤ人救出工作』白水社、2014年6月。ISBN 978-4-560-08370-3。
- クリストファー・W.A.スピルマン『シュピルマンの時計』小学館、2003年9月。ISBN 4-09-387459-X。